# Pisagua
Pour les articles homonymes, voir Pisagua (homonymie).

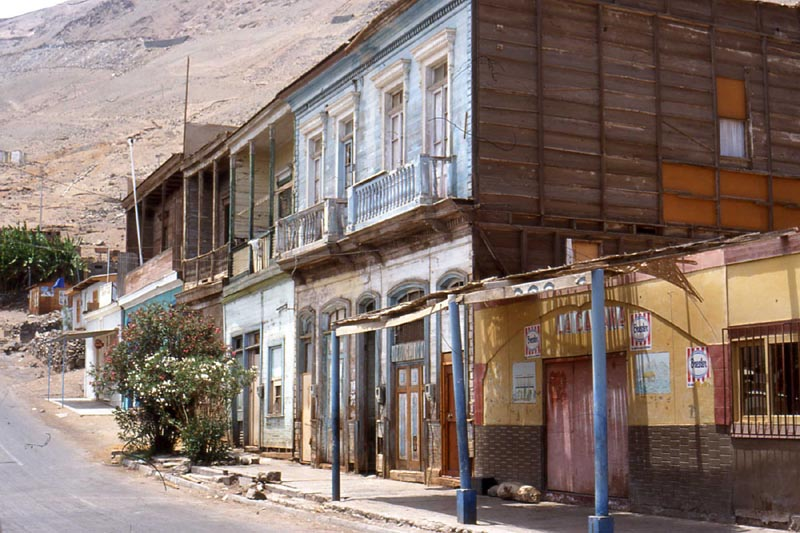
Maisons anciennes de Pisagua en bois de Chiloé apporté par la mer.

Pisagua est un port du nord du Chili dans le désert d'Atacama, sur l'océan Pacifique, dans la région de Tarapacá à cinquante kilomètres environ à l'ouest de la route panaméricaine. Pisagua appartient à la commune de Huara. Elle est isolée et loin de voies accessibles. Son ancienne gare est désaffectée.

## Histoire

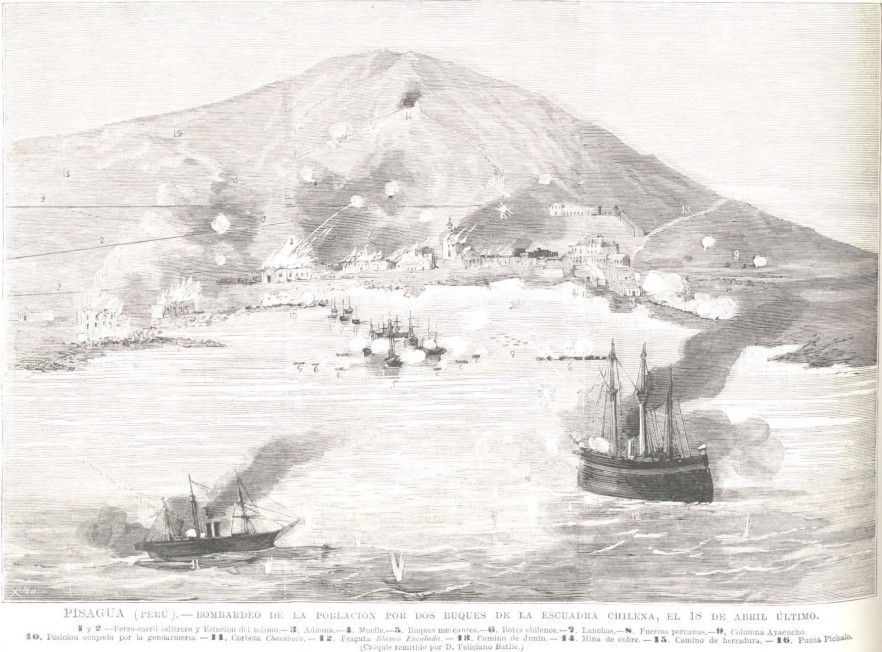
Prise du port de Pisagua par la marine chilienne le 18 avril 1879.

Pisagua (« eau rare » en espagnol) faisait partie de la zone d'influence de la civilisation Tiwanaku, ce dont témoigne son iconographie textile et céramique archéologique, formée de figures géométriques : volutes, cercles concentriques et figures animales (lamas, singes, oiseaux marins, condors, etc.). Elle était alors fréquentée par les Changos dont les descendants vivent encore dans la région, à présent métissés.

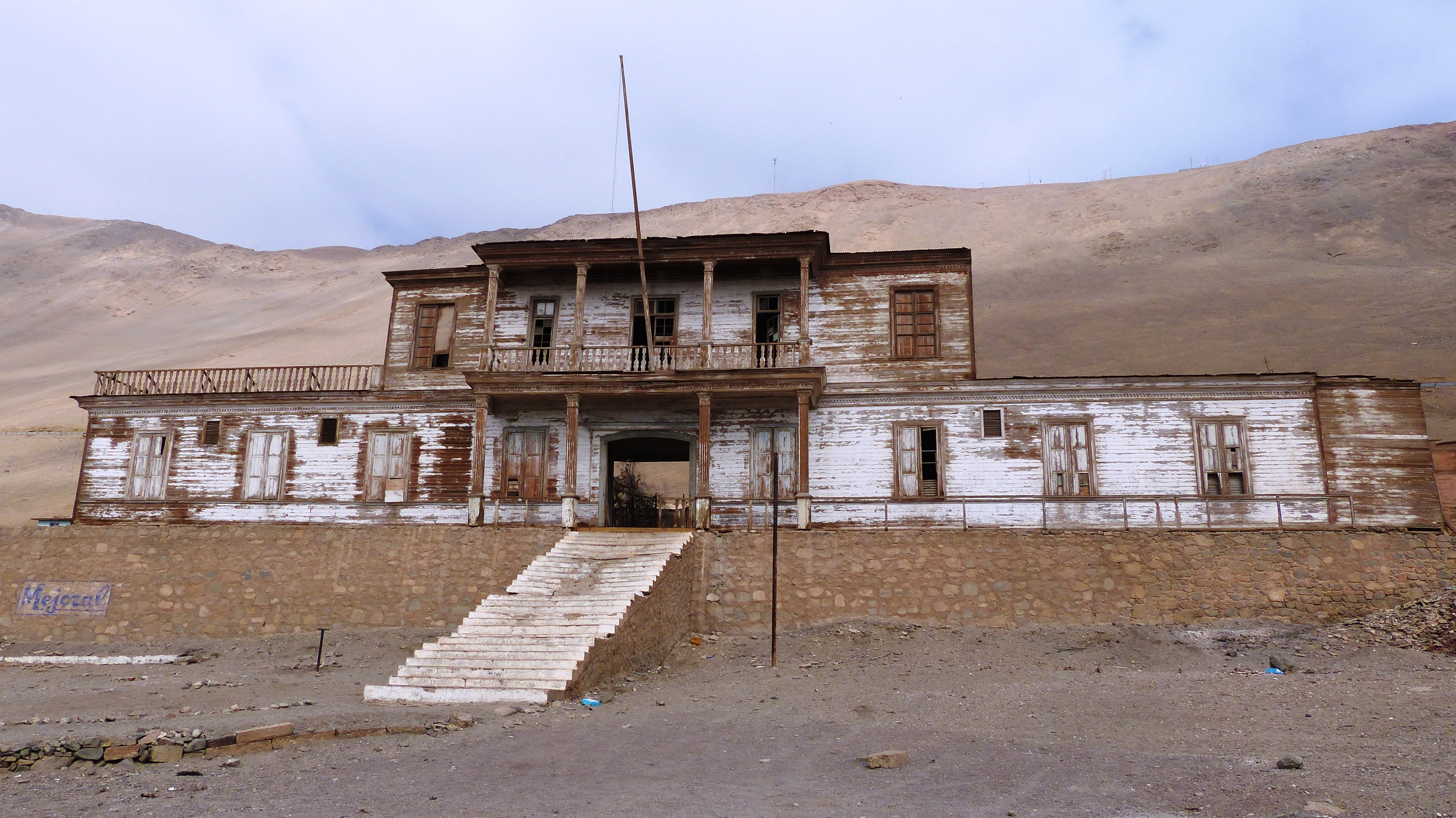
Hôpital de Pisagua (abandonné).

Pisagua fit partie de l'empire Tawantinsuyu auquel elle fut enlevée par les Espagnols en 1572 pour être rattachée à leur vice-royauté du Pérou. La ville fut Péruvienne de l'indépendance (1824) jusqu'au traité d'Ancón (1883) par lequel elle devînt Chilienne. Pisagua était florissante grâce au salpêtre, mais fut par deux fois détruite et incendiée, par la marine chilienne le 18 avril 1879 pendant la Guerre du Pacifique (1879-1884), puis pendant la guerre civile chilienne de 1891, le 17 février 1891, lorsqu'elle fut le théâtre d'une bataille entre les congressistes et les forces gouvernementales. Reconstruite en bois de Chiloé apporté par la mer, elle déclina à la suite du tarissement des sources au profit de Huara, et n'a plus qu'environ 250 habitants au début du XXIe siècle.